# Patinage artistique aux Jeux olympiques de 2018
Navigation
Sotchi 2014 Pékin 2022
Les épreuves de patinage artistique aux Jeux olympiques d'hiver de 2018 se déroulent du 9 au 23 février 2018 au palais des glaces de Gangneung près de Pyeongchang en Corée du Sud.  
Les compétitions regroupent trente-deux pays et cent cinquante-trois athlètes (soixante-seize hommes et soixante-dix-sept femmes).

## Qualifications
Les patineurs sont éligibles à l'épreuve s'ils représentent une nation membre du Comité international olympique et de l'Union internationale de patinage (International Skating Union en anglais). Les fédérations nationales sélectionnent leurs patineurs en fonction de leurs propres critères, mais l'Union internationale de patinage exige un score minimum d'éléments techniques (Technical Elements Score en anglais) lors d'une compétition internationale avant les Jeux olympiques. 
Sur la base des résultats des championnats du monde 2017, l'Union internationale de patinage autorise chaque pays à avoir de une à trois inscriptions par discipline.
| Nombre d'inscriptions | Messieurs                          | Dames                                | Couples                            | Danse sur glace      |
| --- | ---------------------------------- | ------------------------------------ | ---------------------------------- | -------------------- |
| 3 | Japon États-Unis                   | Russie Canada États-Unis             | Chine Russie Canada                | Canada États-Unis    |
| 2 | Chine Espagne Canada Russie Israël | Japon Italie Kazakhstan Corée du Sud | Allemagne France Italie États-Unis | France Russie Italie |
| Les pays non listés dans ce tableau peuvent avoir une entrée si leurs patineurs remplissent des critères de sélections de l'Union internationale de patinage. |                                    |                                      |                                    |                      |

## Calendrier des compétitions
Le tableau ci-dessous montre le calendrier des cinq épreuves de patinage artistique.
- Épreuves avec médailles

Tous les horaires sont à l'heure de Séoul (UTC+9).
| Date       | Horaire | Épreuve                                              |
| ---------- | ------- | ---------------------------------------------------- |
| 9 février  | 10 h 30 | Épreuve par équipes : Programme court (Messieurs)    |
| 9 février  | 10 h 30 | Épreuve par équipes : Programme court (Couples)      |
| 11 février | 10 h 00 | Épreuve par équipes : Danse courte (Danse sur glace) |
| 11 février | 10 h 00 | Épreuve par équipes : Programme court (Dames)        |
| 11 février | 10 h 00 | Épreuve par équipes : Programme libre (Couples)      |
| 12 février | 10 h 00 | Épreuve par équipes : Programme libre (Messieurs)    |
| 12 février | 10 h 00 | Épreuve par équipes : Programme libre (Dames)        |
| 12 février | 10 h 00 | Épreuve par équipes : Danse libre (Danse sur glace)  |
| 14 février | 10 h 00 | Couples : Programme court                            |
| 15 février | 10 h 30 | Couples : Programme libre                            |
| 16 février | 10 h 00 | Messieurs : Programme court                          |
| 17 février | 10 h 00 | Messieurs : Programme libre                          |
| 19 février | 10 h 00 | Danse sur glace : Danse courte                       |
| 20 février | 10 h 00 | Danse sur glace : Danse libre                        |
| 21 février | 10 h 00 | Dames : Programme court                              |
| 23 février | 10 h 00 | Dames : Programme libre                              |
| 25 février | 9 h 30  | Gala d'exhibition                                    |

## Participants
153 patineurs de 32 nations participent aux Jeux olympiques d'hiver de 2018 : 76 hommes et 77 femmes.
La Malaisie participe pour la première fois aux épreuves de patinage artistiques des Jeux olympiques d'hiver.
| Pays                          | Participants Hommes                                                                                              | Participantes Femmes | Nombre d'hommes | Nombre de femmes | Nombre total |
| ----------------------------- | --- | --- | --------------- | ---------------- | ------------ |
| Allemagne                     | Ruben Blommaert Paul Fentz Bruno Massot Joti Polizoakis                                                          | Annika Hocke Kavita Lorenz Aljona Savchenko Nicole Schott                                                                                    | 4               | 4                | 8            |
| Australie                     | Brendan Kerry Harley Windsor                                                                                     | Ekaterina Alexandrovskaïa Kailani Craine | 2               | 2                | 4            |
| Autriche                      | Severin Kiefer                                                                                                   | Miriam Ziegler | 1               | 1                | 2            |
| Belgique                      | Jorik Hendrickx                                                                                                  | Loena Hendrickx | 1               | 1                | 2            |
| Brésil                        | | Isadora Williams | 0               | 1                | 1            |
| Canada                        | Charlie Bilodeau Patrick Chan Michael Marinaro Keegan Messing Scott Moir Paul Poirier Andrew Poje Eric Radford   | Larkyn Austman Gabrielle Daleman Meagan Duhamel Piper Gilles Kirsten Moore-Towers Kaetlyn Osmond Julianne Séguin Tessa Virtue Kaitlyn Weaver | 8               | 9                | 17           |
| Chine                         | Han Cong Jin Boyang Jin Yang Liu Xinyu Yan Han Zhang Hao                                                         | Li Xiangning Peng Cheng Sui Wenjing Wang Shiyue Yu Xiaoyu                                                                                    | 6               | 5                | 11           |
| Corée du Nord                 | Kim Ju-sik | Ryom Tae-ok | 1               | 1                | 2            |
| Corée du Sud                  | Alexander Gamelin Cha Jun-Hwan Alex Kangchan Kam                                                                 | Choi Da-bin Kim Ha-Nul Kim Kyu-Eun Min Yu-ra                                                                                                 | 3               | 4                | 7            |
| Espagne                       | Javier Fernández Kirill Khaliavin Felipe Montoya                                                                 | Sara Hurtado | 3               | 1                | 4            |
| États-Unis                    | Evan Bates Nathan Chen Zachary Donohue Chris Knierim Adam Rippon Alex Shibutani Vincent Zhou                     | Karen Chen Madison Chock Madison Hubbell Mirai Nagasu Alexa Scimeca Knierim Maia Shibutani Bradie Tennell                                    | 7               | 7                | 14           |
| Finlande                      | | Emmi Peltonen | 0               | 1                | 1            |
| France                        | Chafik Besseghier Guillaume Cizeron Morgan Ciprès Romain Le Gac                                                  | Vanessa James Marie-Jade Lauriault Maé-Bérénice Méité Gabriella Papadakis                                                                    | 4               | 4                | 8            |
| Géorgie                       | Moris Kvitelashvili                                                                                              | | 1               | 0                | 1            |
| Hongrie                       | | Ivett Tóth | 0               | 1                | 1            |
| Israël                        | Alexei Bychenko Evgeni Krasnopolski Daniel Samohin Ronald Zilberberg                                             | Aimee Buchanan Paige Conners Adel Tankova | 4               | 3                | 7            |
| Italie                        | Marco Fabbri Matteo Guarise Ondřej Hotárek Luca Lanotte Matteo Rizzo                                             | Anna Cappellini Nicole Della Monica Charlène Guignard Carolina Kostner Valentina Marchei Giada Russo                                         | 5               | 6                | 11           |
| Japon                         | Yuzuru Hanyu Ryuichi Kihara Chris Reed Keiji Tanaka Shoma Uno                                                    | Satoko Miyahara Kana Muramoto Kaori Sakamoto Miu Suzaki                                                                                      | 5               | 4                | 9            |
| Kazakhstan                    | Denis Ten | Aiza Mambekova Elizabet Tursynbaeva | 1               | 2                | 3            |
| Lettonie                      | Deniss Vasiļjevs                                                                                                 | Diāna Ņikitina | 1               | 1                | 2            |
| Malaisie                      | Julian Yee | | 1               | 0                | 1            |
| Ouzbékistan                   | Misha Ge | | 1               | 0                | 1            |
| Pologne                       | Maksym Spodyriev                                                                                                 | Natalia Kaliszek | 1               | 1                | 2            |
| Philippines                   | Michael Christian Martinez                                                                                       | | 1               | 0                | 1            |
| Royaume-Uni                   | Nicholas Buckland                                                                                                | Penny Coomes | 1               | 1                | 2            |
| Athlètes olympiques de Russie | Dmitri Aliev Alexander Enbert Jonathan Guerreiro Mikhail Kolyada Vladimir Morozov Alexei Rogonov Dmitri Soloviev | Kristina Astakhova Ekaterina Bobrova Ievguenia Medvedeva Maria Sotskova Evgenia Tarasova Natalia Zabiiako Alina Zagitova Tiffany Zahorski    | 7               | 8                | 15           |
| Slovaquie                     | Lukáš Csölley | Lucie Myslivečková Nicole Rajičová | 1               | 2                | 3            |
| Suède                         | | Anita Östlund | 0               | 1                | 1            |
| Suisse                        | | Alexia Paganini | 0               | 1                | 1            |
| Tchéquie                      | Martin Bidař Michal Brezina Michal Češka                                                                         | Anna Dušková Cortney Mansourová | 3               | 2                | 5            |
| Turquie                       | Alper Ucar | Alisa Agafonova | 1               | 1                | 2            |
| Ukraine                       | Maxim Nikitin Yaroslav Paniot                                                                                    | Anna Khnychenkova Oleksandra Nazarova | 2               | 2                | 4            |
| Total                         | Total | Total | 76              | 77               | 153          |

## Podiums
| Épreuves                                | Or                              | Argent                                          | Bronze                          |
| --------------------------------------- | ------------------------------- | ----------------------------------------------- | ------------------------------- |
| Messieurs résultats détaillés           | Yuzuru Hanyū                    | Shōma Uno                                       | Javier Fernández                |
| Dames résultats détaillés               | Alina Zagitova                  | Ievguenia Medvedeva                             | Kaetlyn Osmond                  |
| Couples résultats détaillés             | Aljona Savchenko / Bruno Massot | Sui Wenjing / Han Cong                          | Meagan Duhamel / Eric Radford   |
| Danse sur glace résultats détaillés     | Tessa Virtue / Scott Moir       | Gabriella Papadakis / Guillaume Cizeron         | Maia Shibutani / Alex Shibutani |
| Épreuve par équipes résultats détaillés | Canada - Scott Moir             | Athlètes olympiques de Russie - Dmitri Soloviev | États-Unis - Alex Shibutani     |

## Tableau des médailles
| Rang  | Pays                          | Médaille d'or, Jeux olympiques | Médaille d'argent, Jeux olympiques | Médaille de bronze, Jeux olympiques | Total |
| 1     | Canada                        | 2                              | 0                                  | 2                                   | 4     |
| 2     | Athlètes olympiques de Russie | 1                              | 2                                  | 0                                   | 3     |
| 3     | Japon                         | 1                              | 1                                  | 0                                   | 2     |
| 4     | Allemagne                     | 1                              | 0                                  | 0                                   | 1     |
| 5     | Chine                         | 0                              | 1                                  | 0                                   | 1     |
| 5     | France                        | 0                              | 1                                  | 0                                   | 1     |
| 7     | États-Unis                    | 0                              | 0                                  | 2                                   | 2     |
| 8     | Espagne                       | 0                              | 0                                  | 1                                   | 1     |
| Total | Total                         | 5                              | 5                                  | 5                                   | 15    |

## Détails des compétitions

### Messieurs

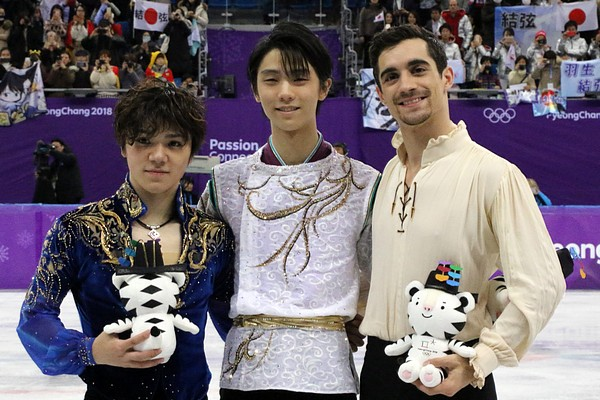
Podium des Messieurs

| 1                                           | Yuzuru Hanyu               | Japon                         | 317.85 | 1  | 111.68 | 2  | 206.17 |
| 2                                           | Shoma Uno                  | Japon                         | 306.90 | 3  | 104.17 | 3  | 202.73 |
| 3                                           | Javier Fernández           | Espagne                       | 305.24 | 2  | 107.58 | 4  | 197.66 |
| 4                                           | Jin Boyang                 | Chine                         | 297.77 | 4  | 103.32 | 5  | 194.45 |
| 5                                           | Nathan Chen                | États-Unis                    | 297.35 | 17 | 82.27  | 1  | 215.08 |
| 6                                           | Vincent Zhou               | États-Unis                    | 276.69 | 12 | 84.53  | 6  | 192.16 |
| 7                                           | Dmitri Aliev               | Athlètes olympiques de Russie | 267.51 | 5  | 98.98  | 13 | 168.53 |
| 8                                           | Mikhail Kolyada            | Athlètes olympiques de Russie | 264.25 | 8  | 86.69  | 7  | 177.56 |
| 9                                           | Patrick Chan               | Canada                        | 263.43 | 6  | 90.01  | 8  | 173.42 |
| 10                                          | Adam Rippon                | États-Unis                    | 259.36 | 7  | 87.95  | 10 | 171.41 |
| 11                                          | Alexei Bychenko            | Israël                        | 257.01 | 13 | 84.13  | 9  | 172.88 |
| 12                                          | Keegan Messing             | Canada                        | 255.43 | 10 | 85.11  | 12 | 170.32 |
| 13                                          | Daniel Samohin             | Israël                        | 251.44 | 18 | 80.69  | 11 | 170.75 |
| 14                                          | Jorik Hendrickx            | Belgique                      | 248.95 | 11 | 84.74  | 16 | 164.21 |
| 15                                          | Cha Jun-hwan               | Corée du Sud                  | 248.59 | 15 | 83.43  | 14 | 165.16 |
| 16                                          | Michal Březina             | Tchéquie                      | 246.07 | 9  | 85.15  | 18 | 160.92 |
| 17                                          | Misha Ge                   | Ouzbékistan                   | 244.94 | 14 | 83.90  | 17 | 161.04 |
| 18                                          | Keiji Tanaka               | Japon                         | 244.83 | 20 | 80.05  | 15 | 164.78 |
| 19                                          | Deniss Vasiļjevs           | Lettonie                      | 234.58 | 21 | 79.52  | 20 | 155.06 |
| 20                                          | Brendan Kerry              | Australie                     | 233.81 | 16 | 83.06  | 21 | 150.75 |
| 21                                          | Matteo Rizzo               | Italie                        | 232.41 | 23 | 75.63  | 19 | 156.78 |
| 22                                          | Paul Fentz                 | Allemagne                     | 214.55 | 24 | 74.73  | 22 | 139.82 |
| 23                                          | Yan Han                    | Chine                         | 213.01 | 19 | 80.63  | 23 | 132.38 |
| 24                                          | Moris Kvitelashvili        | Géorgie                       | 204.57 | 22 | 76.56  | 24 | 128.01 |
| Patineurs éliminés après le programme court |                            |                               |        |    |        |    |        |
| 25                                          | Julian Yee                 | Malaisie                      |        | 25 | 73.58  | NC | NC     |
| 26                                          | Chafik Besseghier          | France                        |        | 26 | 72.10  | NC | NC     |
| 27                                          | Denis Ten                  | Kazakhstan                    |        | 27 | 70.12  | NC | NC     |
| 28                                          | Michael Christian Martinez | Philippines                   |        | 28 | 55.56  | NC | NC     |
| 29                                          | Felipe Montoya             | Espagne                       |        | 29 | 52.41  | NC | NC     |
| 30                                          | Yaroslav Paniot            | Ukraine                       |        | 30 | 46.58  | NC | NC     |

### Dames
| 1                                             | Alina Zagitova        | Athlètes olympiques de Russie | 239.57 | 1  | 82.92 | 2  | 156.65 |
| 2                                             | Ievguenia Medvedeva   | Athlètes olympiques de Russie | 238.26 | 2  | 81.61 | 1  | 156.65 |
| 3                                             | Kaetlyn Osmond        | Canada                        | 231.02 | 3  | 78.87 | 3  | 152.15 |
| 4                                             | Satoko Miyahara       | Japon                         | 222.38 | 4  | 75.94 | 4  | 146.44 |
| 5                                             | Carolina Kostner      | Italie                        | 212.44 | 6  | 73.15 | 5  | 139.29 |
| 6                                             | Kaori Sakamoto        | Japon                         | 209.71 | 5  | 73.18 | 6  | 136.53 |
| 7                                             | Choi Da-bin           | Corée du Sud                  | 199.26 | 8  | 67.77 | 8  | 131.49 |
| 8                                             | Maria Sotskova        | Athlètes olympiques de Russie | 198.10 | 12 | 63.86 | 7  | 134.24 |
| 9                                             | Bradie Tennell        | États-Unis                    | 192.35 | 11 | 64.01 | 9  | 128.34 |
| 10                                            | Mirai Nagasu          | États-Unis                    | 186.54 | 9  | 66.93 | 12 | 119.61 |
| 11                                            | Karen Chen            | États-Unis                    | 185.65 | 10 | 65.90 | 11 | 119.75 |
| 12                                            | Elizabet Tursynbayeva | Kazakhstan                    | 177.12 | 15 | 58.82 | 13 | 118.30 |
| 13                                            | Kim Ha-nul            | Corée du Sud                  | 175.71 | 21 | 54.33 | 10 | 121.38 |
| 14                                            | Nicole Rajičová       | Slovaquie                     | 175.19 | 13 | 60.59 | 15 | 114.60 |
| 15                                            | Gabrielle Daleman     | Canada                        | 172.46 | 7  | 68.90 | 19 | 103.56 |
| 16                                            | Loena Hendrickx       | Belgique                      | 171.88 | 20 | 55.16 | 14 | 116.72 |
| 17                                            | Kailani Craine        | Australie                     | 168.61 | 16 | 56.77 | 16 | 111.84 |
| 18                                            | Nicole Schott         | Allemagne                     | 168.46 | 14 | 59.20 | 17 | 109.26 |
| 19                                            | Maé-Bérénice Méité    | France                        | 159.92 | 22 | 53.67 | 18 | 106.25 |
| 20                                            | Emmi Peltonen         | Finlande                      | 157.14 | 18 | 55.28 | 21 | 101.86 |
| 21                                            | Alexia Paganini       | Suisse                        | 156.26 | 19 | 55.26 | 22 | 101.00 |
| 22                                            | Li Xiangning          | Chine                         | 154.43 | 24 | 52.46 | 20 | 101.97 |
| 23                                            | Ivett Tóth            | Hongrie                       | 150.43 | 23 | 53.22 | 23 | 97.21  |
| 24                                            | Isadora Williams      | Brésil                        | 144.18 | 17 | 55.74 | 24 | 88.44  |
| Patineuses éliminées après le programme court |                       |                               |        |    |       |    |        |
| 25                                            | Larkyn Austman        | Canada                        |        | 25 | 51.42 | NC | NC     |
| 26                                            | Diāna Ņikitina        | Lettonie                      |        | 26 | 51.12 | NC | NC     |
| 27                                            | Giada Russo           | Italie                        |        | 27 | 50.88 | NC | NC     |
| 28                                            | Anita Östlund         | Suède                         |        | 28 | 49.14 | NC | NC     |
| 29                                            | Anna Khnychenkova     | Ukraine                       |        | 29 | 47.59 | NC | NC     |
| 30                                            | Aiza Mambekova        | Kazakhstan                    |        | 30 | 44.40 | NC | NC     |

### Couples

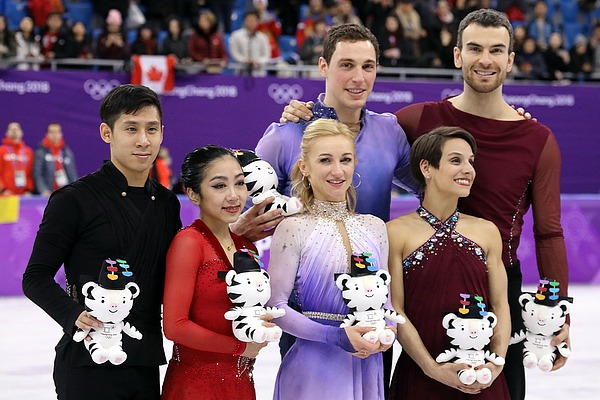
Podium des Couples

| Rang                                      | Nom                                        | Pays                          | Points | Programme court | Programme court | Programme libre | Programme libre |
| ----------------------------------------- | ------------------------------------------ | ----------------------------- | ------ | --------------- | --------------- | --------------- | --------------- |
| 1                                         | Aljona Savchenko / Bruno Massot            | Allemagne                     | 235.90 | 4               | 76.59           | 1               | 159.31          |
| 2                                         | Sui Wenjing / Han Cong                     | Chine                         | 235.47 | 1               | 82.39           | 3               | 153.08          |
| 3                                         | Meagan Duhamel / Eric Radford              | Canada                        | 230.15 | 3               | 76.82           | 2               | 153.33          |
| 4                                         | Evgenia Tarasova / Vladimir Morozov        | Athlètes olympiques de Russie | 224.93 | 2               | 81.68           | 4               | 143.25          |
| 5                                         | Vanessa James / Morgan Ciprès              | France                        | 218.53 | 6               | 75.34           | 5               | 143.19          |
| 6                                         | Valentina Marchei / Ondřej Hotárek         | Italie                        | 216.59 | 7               | 74.50           | 6               | 142.09          |
| 7                                         | Natalia Zabiiako / Aleksandr Enbert        | Athlètes olympiques de Russie | 212.88 | 8               | 74.35           | 7               | 138.53          |
| 8                                         | Yu Xiaoyu / Zhang Hao                      | Chine                         | 204.10 | 5               | 75.58           | 11              | 128.52          |
| 9                                         | Julianne Séguin / Charlie Bilodeau         | Canada                        | 204.02 | 12              | 67.52           | 8               | 136.50          |
| 10                                        | Nicole Della Monica / Matteo Guarise       | Italie                        | 202.74 | 9               | 74.00           | 10              | 128.74          |
| 11                                        | Kirsten Moore-Towers / Michael Marinaro    | Canada                        | 198.11 | 13              | 65.68           | 9               | 132.43          |
| 12                                        | Kristina Astakhova / Alexei Rogonov        | Athlètes olympiques de Russie | 194.45 | 10              | 70.52           | 13              | 123.93          |
| 13                                        | Ryom Tae-ok / Kim Ju-sik                   | Corée du Nord                 | 193.63 | 11              | 69.40           | 12              | 124.23          |
| 14                                        | Anna Dušková / Martin Bidař                | Tchéquie                      | 186.33 | 15              | 63.25           | 14              | 123.08          |
| 15                                        | Alexa Scimeca Knierim / Chris Knierim      | États-Unis                    | 185.82 | 14              | 65.55           | 15              | 120.27          |
| 16                                        | Annika Hocke / Ruben Blommaert             | Allemagne                     | 171.98 | 16              | 63.04           | 16              | 108.94          |
| Couples éliminés après le programme court |                                            |                               |        |                 |                 |                 |                 |
| 17                                        | Peng Cheng / Jin Yang                      | Chine                         |        | 17              | 62.61           | NC              | NC              |
| 18                                        | Ekaterina Alexandrovskaïa / Harley Windsor | Australie                     |        | 18              | 61.55           | NC              | NC              |
| 19                                        | Paige Conners / Evgeni Krasnopolski        | Israël                        |        | 19              | 60.35           | NC              | NC              |
| 20                                        | Miriam Ziegler / Severin Kiefer            | Autriche                      |        | 20              | 58.80           | NC              | NC              |
| 21                                        | Miu Suzaki / Ryuichi Kihara                | Japon                         |        | 21              | 57.74           | NC              | NC              |
| 22                                        | Kim Kyu-eun / Alex Kang-chan Kam           | Corée du Sud                  |        | 22              | 42.93           | NC              | NC              |

### Danse sur glace

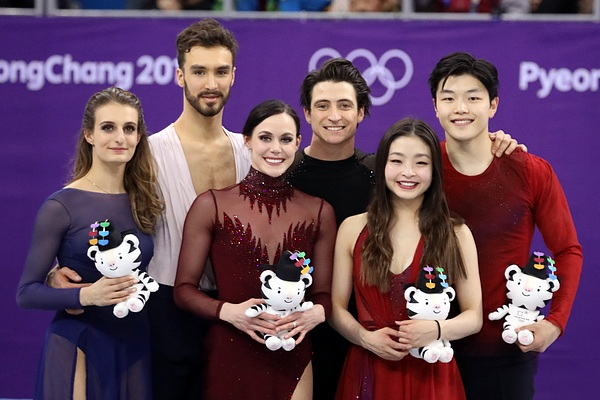
Podium de la danse sur glace

| Rang                                            | Nom                                     | Nation                        | Points | Danse courte | Danse courte | Danse libre | Danse libre |
| ----------------------------------------------- | --------------------------------------- | ----------------------------- | ------ | ------------ | ------------ | ----------- | ----------- |
| 1                                               | Tessa Virtue / Scott Moir               | Canada                        | 206.07 | 1            | 83.67        | 2           | 122.40      |
| 2                                               | Gabriella Papadakis / Guillaume Cizeron | France                        | 205.28 | 2            | 81.93        | 1           | 123.35      |
| 3                                               | Maia Shibutani / Alex Shibutani         | États-Unis                    | 192.59 | 4            | 77.73        | 3           | 114.86      |
| 4                                               | Madison Hubbell / Zachary Donohue       | États-Unis                    | 187.69 | 3            | 77.75        | 5           | 109.94      |
| 5                                               | Ekaterina Bobrova / Dmitri Soloviev     | Athlètes olympiques de Russie | 186.92 | 6            | 75.47        | 4           | 111.45      |
| 6                                               | Anna Cappellini / Luca Lanotte          | Italie                        | 184.91 | 5            | 76.57        | 6           | 108.34      |
| 7                                               | Kaitlyn Weaver / Andrew Poje            | Canada                        | 181.98 | 8            | 74.33        | 7           | 107.65      |
| 8                                               | Piper Gilles / Paul Poirier             | Canada                        | 176.91 | 9            | 69.60        | 8           | 107.31      |
| 9                                               | Madison Chock / Evan Bates              | États-Unis                    | 175.58 | 7            | 75.45        | 12          | 100.13      |
| 10                                              | Charlène Guignard / Marco Fabbri        | Italie                        | 173.47 | 11           | 68.16        | 9           | 105.31      |
| 11                                              | Penny Coomes / Nicholas Buckland        | Grande-Bretagne               | 170.32 | 10           | 68.36        | 10          | 101.96      |
| 12                                              | Sara Hurtado / Kirill Khaliavin         | Espagne                       | 168.33 | 12           | 66.93        | 11          | 101.40      |
| 13                                              | Tiffany Zahorski / Jonathan Guerreiro   | Athlètes olympiques de Russie | 162.24 | 13           | 66.47        | 14          | 95.77       |
| 14                                              | Natalia Kaliszek / Maksym Spodyriev     | Pologne                       | 161.35 | 14           | 66.06        | 15          | 95.29       |
| 15                                              | Kana Muramoto / Chris Reed              | Japon                         | 160.63 | 15           | 63.41        | 13          | 97.22       |
| 16                                              | Kavita Lorenz / Joti Polizoakis         | Allemagne                     | 150.49 | 17           | 59.99        | 16          | 90.50       |
| 17                                              | Marie-Jade Lauriault / Romain Le Gac    | France                        | 149.59 | 18           | 59.97        | 17          | 89.62       |
| 18                                              | Min Yu-ra / Alexander Gamelin           | Corée du Sud                  | 147.74 | 16           | 61.22        | 19          | 86.52       |
| 19                                              | Alisa Agafonova / Alper Uçar            | Turquie                       | 147.18 | 20           | 59.42        | 18          | 87.76       |
| 20                                              | Lucie Myslivečková / Lukáš Csölley      | Slovaquie                     | 142.57 | 19           | 59.75        | 20          | 82.82       |
| Couples de danse éliminés après la danse courte |                                         |                               |        |              |              |             |             |
| 21                                              | Oleksandra Nazarova / Maksym Nikitin    | Ukraine                       |        | 21           | 57.97        | NC          | NC          |
| 22                                              | Wang Shiyue / Liu Xinyu                 | Chine                         |        | 22           | 57.81        | NC          | NC          |
| 23                                              | Cortney Mansourová / Michal Češka       | Tchéquie                      |        | 23           | 53.53        | NC          | NC          |
| 24                                              | Adel Tankova / Ronald Zilberberg        | Israël                        |        | 24           | 46.66        | NC          | NC          |

### Épreuve par équipes
Les résultats finaux sont les suivants :
| Rang                                | Nation                        | Programme court | Programme court | Programme court | Programme court | Programme libre | Programme libre | Programme libre | Programme libre | Points |
| Rang                                | Nation                        | Messieurs       | Couples         | Danse           | Dames           | Couples         | Messieurs       | Dames           | Danse           | Points |
| ----------------------------------- | ----------------------------- | --------------- | --------------- | --------------- | --------------- | --------------- | --------------- | --------------- | --------------- | ------ |
| Médaille d'or, Jeux olympiques      | Canada                        | 8               | 9               | 10              | 8               | 10              | 10              | 8               | 10              | 73     |
| Médaille d'argent, Jeux olympiques  | Athlètes olympiques de Russie | 3               | 10              | 8               | 10              | 8               | 9               | 10              | 8               | 66     |
| Médaille de bronze, Jeux olympiques | États-Unis                    | 7               | 7               | 9               | 6               | 7               | 8               | 9               | 9               | 62     |
| 4                                   | Italie                        | 6               | 4               | 7               | 9               | 9               | 7               | 7               | 7               | 56     |
| 5                                   | Japon                         | 10              | 3               | 6               | 7               | 6               | 6               | 6               | 6               | 50     |
| 6                                   | Chine                         | 4               | 6               | 4               | 4               | non qualifiée   | non qualifiée   | non qualifiée   | non qualifiée   | 18     |
| 7                                   | Allemagne                     | 2               | 8               | 3               | 3               | non qualifiée   | non qualifiée   | non qualifiée   | non qualifiée   | 16     |
| 8                                   | Israël                        | 9               | 2               | 1               | 1               | non qualifiée   | non qualifiée   | non qualifiée   | non qualifiée   | 13     |
| 9                                   | Corée du Sud                  | 5               | 1               | 2               | 5               | non qualifiée   | non qualifiée   | non qualifiée   | non qualifiée   | 13     |
| 10                                  | France                        | 1               | 5               | 5               | 2               | non qualifiée   | non qualifiée   | non qualifiée   | non qualifiée   | 13     |